# Iglesia de Santa Catalina de Alejandría (Alcollarín)
La iglesia de Santa Catalina de Alejandría es una iglesia parroquial católica de finales del siglo XV y principios del XVI situada en la localidad cacereña de Alcollarín (España), dedicada a Santa Catalina de Alejandría, patrona de la localidad. La iglesia fue construida por orden de Diego Pizarro.
Presenta una portada ojival. En el interior los arcos son apuntados, y cuenta con ábside con bóveda de horno. Cuenta con una torre campanario de sillería que data del siglo XVI, con cornisa con balaustrada. Elementos posteriores son la cubierta y dos naves laterales.